# Kodokan
O Instituto de Judô Kodokan (公益財団法人講道館), or simplesmente Kodokan  (講道館, Kōdōkan), foi a primeira escola de judô, fundada no Japão, por Jigoro Kano, em 1882.

## História
Em maio de 1882, no templo de Eishoji de Kita Inaritcho, bairro de Shimoya em Tóquio, aos 21 anos, Jigoro Kano inaugura sua primeira escola de judô, denominada Kodokan (onde "kō" significa ensinar; "dō" significa caminho, referindo-se especificamente ao judô; e "kan" significa edifício público ou instituto).
O Kodokan estava localizada no segundo andar de um templo budista Eishoji de Kita Inaritcho, onde havia doze jos (jo é uma medida de superfície, módulo de tatame). O primeiro aluno inscreveu-se em 5 de Junho de 1882, chamava-se Tomita. Depois vieram Higushi, Arima, Nakajima, Matsuoka, Amano Kai e o famoso Shiro Saigo. As idades oscilavam entre quinze e dezoito anos. Kano albergou-os e ocupou-se deles como se fosse um pai. Foi um período difícil, mas apaixonante, o jovem professor não tinha dinheiro e o shiai-jo media 20m², mas a escola progrediu e em breve tornou-se célebre.

### A evolução do Judô Kodokan
Durante dois anos, o idealizador do moderno jujutsu atravessou uma difícil fase, principalmente pela quase ausência de recursos financeiros para a manutenção da academia.
Os mais temidos lutadores da época, impulsionados pela inveja, não se cansavam em desafiar os discípulos de Jigoro Kano. Houve muitos encontros memoráveis com o intuito de testar a eficácia do Judô Kodokan.
Certa vez um lutador, conhecido por Tanabe, venceu os melhores alunos de Jigoro Kano. Tratava-se de um grande especialista em técnicas de shime-waza (estrangulamentos), aplicadas no solo. Tão logo um judoca o projetasse, Tanabe encaixava-lhe um estrangulamento. Dessas derrotas, Kano aprendeu uma grande lição. Era necessário aprimorar o judô nas técnicas de domínio, particularmente as desenvolvidas na luta de solo. Tanabe foi o único lutador que conseguiu vencer os discípulos de Kano.
Os alunos do kodokan tinham fama de serem imbatíveis. Por isso, eram insistentemente desafiados. Aqueles que conseguiam uma vitória sobre um dos alunos da kodokan, na certa, cresciam em fama.
Naquela época utilizava-se ainda, o sistema de luta por desistência. Um dos combates que ficou na história foi o de Shiro Saigo contra o mais temido cultor de jujutsu da yōshin-ryū, numa memorável luta, que parecia interminável. A propósito de Shiro Saigo, foi escrito um romance de aventura por Tsuneo Tomita, filho de Tomita Tsunejirō, contando as suas proezas no judô, com o nome de Sugata Sanshiro, inclusive serviu de enredo a vários filmes.
Mas foi só no final de 1886, após uma célebre competição, contra várias escolas de jujutsu, organizada pela polícia, que definitivamente ficou constatado o grande valor do judô kodokan. O resultado dessa jornada constituiu-se num marco decisivo na aceitação do judô, com o reconhecimento do povo e do governo que passaram oficialmente a prestigiar o judô kodokan. Depois da célebre vitória de 1886, como ficou conhecida, o judô kodokan começou a progredir com passos confiantes.
A fórmula técnica do judô kodokan foi completada em 1887, enquanto a sua fase espiritual foi gradativamente elevada até a perfeição, aproximadamente, em 1922. Nesse ano, a Sociedade Cultural Kodokan foi inaugurada e um movimento social foi lançado, com base nos axiomas seryoku zen'yo (lit. máxima eficácia) e jita kyoei (lit. prosperidade e benefícios mútuos).
Entretanto, em 1897, quando a kodokan estava instalada em Shimotomizaka, possuindo uma área de 207 tatames, o governo japonês funda uma escola nacional, que congregaria todas as artes marciais, a butokukai.
Apesar de Jigoro Kano ter idealizado o judô, em pouco tempo a butokukai tornar-se-ia uma respeitável rival da kodokan. Posteriormente, as escolas superiores e profissionais da Universidade de Tóquio fundariam uma outra entidade, a kosen. Como é fácil adivinhar, a butokukai e a kosen começaram a competir com a kodokan. A kodokan tinha perdido a sua hegemonia, por outro lado, era o judô que ganhava um maior número de praticantes.
Jigoro Kano, com a finalidade de iniciar uma campanha de divulgação do judô, no ocidente, em 1889, visita a Europa e os Estados Unidos da América, proferindo palestras e demonstrações.
Em 1909, um fato marcante parecia devolver a hegemonia do judô à kodokan. O governo japonês resolve tornar a kodokan uma instituição pública, uma vez que a prática do judô estava tendo ótima aceitação.
Com a mulher japonesa começando a entusiasmar-se pela prática do judô, em 1923, a kodokan inaugurou um departamento feminino. Em 1934, a Kodokan estaria instalada em edifício de três andares, ocupando uma área de 2000m², aproximadamente.
Nessa época o judô começava a ser introduzido em quase todas as nações civilizadas do mundo, todavia, no ocidente o termo jujutsu ainda era empregado, embora o nome Jigoro Kano fosse citado.
Em 1937, o Conselho da Indústria do Turismo, órgão do governo japonês, editava a tradução em inglês do primeiro livro escrito por Jigoro Kano denominado judô (Jujutsu).
Nessa obra o judô é abordado sob vários aspectos inclusive tecia inúmeras considerações sobre o atemi-waza (técnicas de ataque a pontos vitais). Todavia, nenhuma linha era escrita sobre as regras de competições.
Como em 1938, o Japão começava a sentir a guerra, os militares deram um valor especial às chamadas artes marciais, que começaram a ser praticadas em todo Japão, com um real espírito guerreiro (bushido). A butokukai recebia alunos de todas as partes do Japão para a cultura do jujutsu, do kendô (espécie de esgrima japonesa), do caratê e do kyudô (arte de atirar flechas), para uma real aplicação durante a guerra.
Após a guerra, todas as atividades que inspirassem o bushido, foram proibidas pelos norte-americanos. Os japoneses não mais podiam praticar o judô. 
Entretanto, em 1946, os professores da kodokan foram autorizados a ensinar o judô às tropas norte-americanas. Conhecendo o real espírito do judô de Jigoro Kano, os norte-americanos liberaram a sua prática, inclusive nas escolas, por não a considerar uma perigosa arte marcial, tempos depois.
Em 1948, é fundada no Japão a Federação Nacional de Judô, iniciando-se os primeiros campeonatos de âmbito nacional, depois da guerra. A butokukai havia sido definitivamente interditada e a kosen ficaria subordinada a kodokan.
Em março de 1958, é inaugurado o novo Instituto Kodokan, denominada Meca do judô mundial, num edifício especialmente construído para a organização e a administração do judô, no Japão e no mundo, com um dojo de 500 tatames e seis outros menores, sendo três com 108 tatames e outros três com 54 tatames, que seriam utilizados para os mais diversos objetivos do ensino e do treinamento, com departamentos especiais para crianças, mulheres, estudantes, competidores de alto nível e estrangeiros, além de abrigar dependências para toda à parte de administração, alojamento, restaurante, totalizando 41 áreas específicas.

### Exigências da antiga Kodokan
A Kodokan crescia em tamanho, em virtudes e no respeito da sociedade e para que assim continuasse, instituiu Jigoro Kano algumas normas que os alunos prometiam seguir e por elas empenhavam a sua palavra, além de assinar um termo que constava:
| No caso de ser admitido no kodokan, prometo não ensinar ou divulgar os conhecimentos da arte que me será ministrada, salvo permissão das suas autoridades. Não executarei a arte publicamente para fins de lucro pessoal. Não conduzirei de tal forma que nunca mancharei a honra e a tradição da Kodokan. Não abusarei, nem darei um uso indevido ao conhecimento do judô. |

Após assinar o termo acima exposto, o pretendente a ser judoca, deveria provar a seriedade de seus propósitos e a sua idoneidade moral. Esta exigência ainda perdura até os nossos dias.

## Símbolo do Kodokan
O símbolo do Kodokan é o yata no kagami (矢田はかがみ, literalmente Arco Yata). É composto por um circulo vermelho que representa o Sol (que por sua vez representa o Japão), que fica no centro de uma figura octagonal (oito lados). Simboliza um "espelho mágico", com o poder de revelar o que há na alma de quem o olha. É uma das três relíquias passadas pelos deuses ao primeiro imperador japonês, e significa sabedoria ou honestidade (a interpretação varia na literatura). 
Não confundir com a sakura no hana (桜の花, literalmente Flor de Cerejeira). A flor de cerejeira, além de ser um dos simbolos do Japão, representa, geralmente, as escolas antigas de Ju-Jutsu, caso que não acontece com o Kodokan. O desenho que representa a sakura no hana é parecido com o do yata no kagami, diferenciando-se apenas, por este conter somente cinco lados, ao invés dos oito, como o simbolo do Kodokan.

## Presidentes do Kodokan
| Nº. | Presidente     | País  | Mandato    |
| --- | -------------- | ----- | ---------- |
| 1   | Jigoro Kano    | Japão | 1882-1938  |
| 2   | Jiro Nango     | Japão | 1938-1946  |
| 3   | Risei Kano     | Japão | 1946-1980  |
| 4   | Yukimistu Kano | Japão | 1980-2009  |
| 5   | Haruki Uemura  | Japão | 2009-atual |

## Guardiões do Kodokan
| Nº. | Guardião           | País  |
| --- | ------------------ | ----- |
| 1   | Shiro Saigo        | Japão |
| 2   | Sakujiro Yokoyama  | Japão |
| 3   | Yoshiaki Yamashita | Japão |
| 4   | Tsunejiro Tomita   | Japão |

## Gichin Fukanoshi ensina Karate na Kodokan
O Ministério da Educação japonês anunciou perto do fim do ano de 1921, que seria realizada uma demonstração de artes marciais japonesas antigas na Escola Superior para mulheres, localizada em Ochanomizu, Tóquio, na primavera seguinte. A prefeitura de Oquinaua foi convidada a participar da demonstração, e o departamento de educação pediu para o Sensei Gichin Funakoshi, que apresentasse à sua arte local, o caratê à capital japonesa. Após Funakoshi aceitar foram logo traçados os planos para realização da mesma. Toda a demonstração foi um grande sucesso.
Quando planejava o regresso a Okinawa, imediatamente depois da demonstração, teve que adiar o retorno, pois o presidente da Kodokan judô, Jigoro Kano, pediu para que proferisse uma palestra sobre a arte do caratê.
Funakoshi hesitou inicialmente, pois não se sentia suficientemente preparado, mas devido ao favor de Kano, concordou em demonstrar-lhe alguns katas. O lugar seria a própria Kodokan e Funakoshi tinha pensado que apenas um grupo muito pequeno, provavelmente constituído pela equipe de instrutores seniores, estaria presente na apresentação. Para seu grande espanto, havia mais de cem espectadores esperando quando chegou, como parceiro de demonstração escolheu Shinkin Gima, que na ocasião estudava na Shoka Daigaku de Tóquio, hoje Universidade Hilot Subashi. Gima era um carateca excelente que havia praticado intensamente antes de sair de Okinawa. Muito impressionado Kano perguntou a Funakoshi quanto tempo seria necessário para dominar os katas que tinham sido demonstrados.
- "Um ano, pelo menos". – respondeu Funakoshi.
- "Há, isso é muito tempo". – disse Kano. "Você poderia ensinar-me apenas alguns dos mais básicos?"
Funakoshi sentiu-se muito honrado por esse pedido de um grande mestre de judô como Jigoro Kano, e, assim concordou.